# Ca l'Apotecari Betes
Ca l'Apotecari Betes és una obra modernista de l'Arboç (Baix Penedès) protegida com a Bé Cultural d'Interès Local.

## Descripció
L'edifici és de tres plantes separades per cornises. Els baixos, molt modificats, han estat habilitats com a Bar-cafeteria. El pis noble presenta dos balcons amb barana de ferro forjat i llinda decorada amb un medalló que conté un rostre femení i un trencaaigües horitzontals La segona planta consta de dues portes balconeres amb barana, un relleu de fulles i flors damunt la llinda i un trencaaigües. És rematat per una barana de pedra que té al centre un cercle amb la data 1903, i cada extrem una estructura corba amb un ull de bou decorat amb fulles i rematada per una guarnició. Tota la façana és decorada amb un baix relleu de tipus floral.

## Història
L'edifici data del 1903 i té un caire modernista. Abans era ocupat per un apotecari, el Sr. Jané, qui mantingué la farmàcia fins a les darreries de la Guerra Civil.